# Uuno Klami
Uuno Klami (20. září 1900 Virolahti – 29. května 1961 tamtéž) byl finský hudební skladatel ovlivněný francouzskou hudbou, částečně Mauricem Ravelem a skupinou Pařížská šestka, stejně tak ruskými autory Stravinskim a Šostakovičem.
Účastnil se pěti ozbrojených konfliktů – dvou válek v Karélii, Finské občanské války, v letech 1939–40 Zimní války a následné Pokračovací války probíhající v období 1941–1944.

## Hudební život
Hudbu studoval v Helsinkách společně s Melartinem. Později strávil studijní pobyty v Paříži a ve Vídni. Mezi jeho hlavní práce se řadí Suita Kalevala a nedokončený balet Pyörteitä. Do finské sakrální hudby se řadí jeho oratorium Psalmus (1936). Ve dvou symfonických dílech Symfonie z let 1938 a 1945 a Symphonie enfantine (1927) experimentoval s formou. Je také autorem klavírních koncertů č. 1 Une nuit à Montmartre a č. 2 pro klavír a smyčce, či orchestrálních miniatur, například suity Mořské obrázky. Energická Karelská rapsodie představuje první finské orchestrální dílo vydané ve Finsku.
Na Sibeliovo doporučení jej krátkou část života dotovala vláda. V roce 1959 se stal členem Finské Akademie. Zemřel v šedesáti letech na infarkt myokardu ve Virolahti, když plachtil na oblíbené jachtě „Miina“.

## Výbor z díla

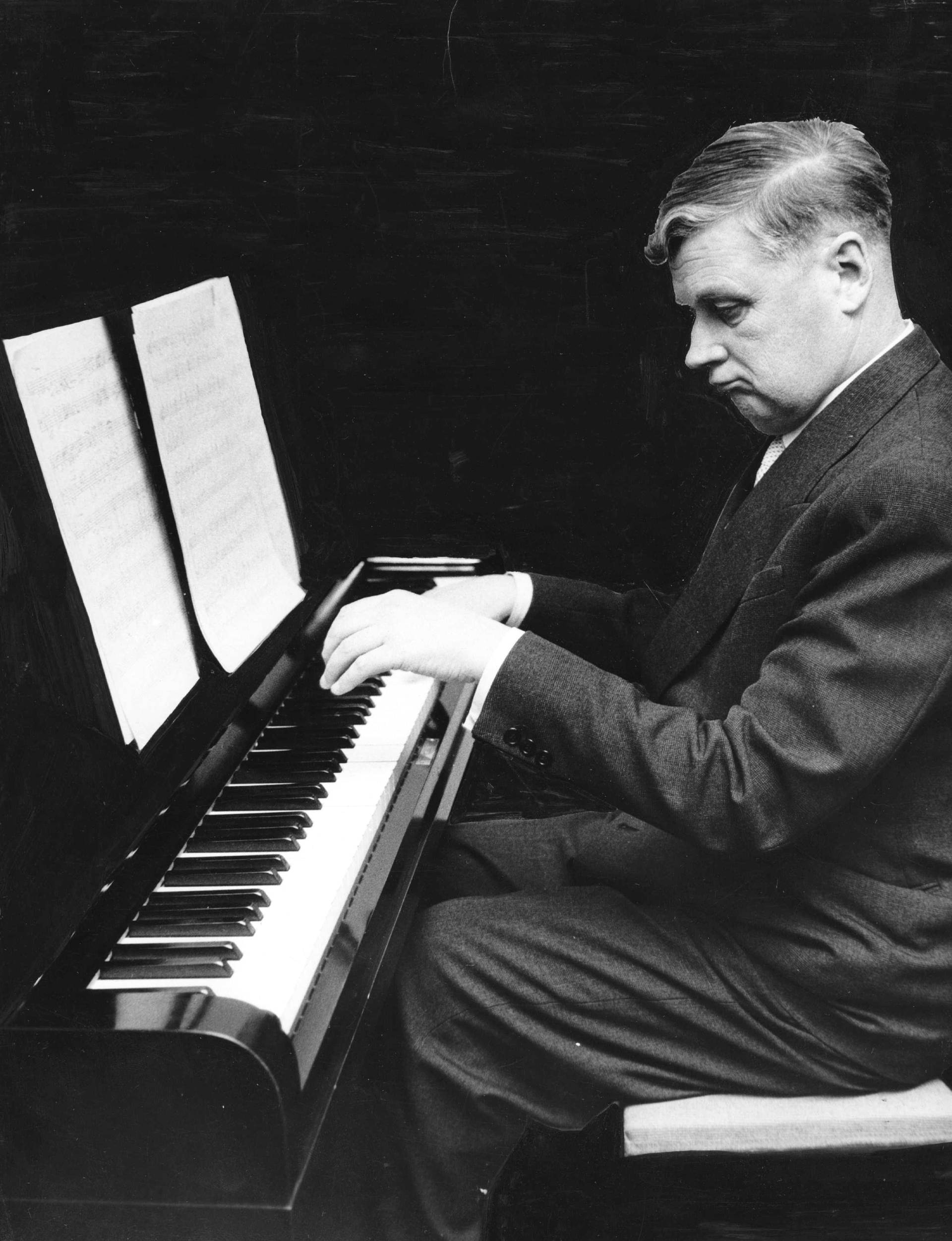
Uuno Klami

- Piano Concerto No. 1, Op. 8 „Une nuit à Montmartre“ (1925)
- Scény z loutkového divadla (1925, orch. 1931)
- Karelská rapsodie, Op. 15 (1927)
- Symphonie enfantine, Op. 17 (1928)
- Opernredoute, Op. 20 (1929)
- Hommage à Haendel, Op. 21 (1931)
- Mořské obrázky (1930–32)
- Sérénades joyeuses (1933)
- Lemminkäinen's Island Adventures (1934)
- Helsinský pochod (1934)
- Karelské tance (1935)
- Symfonie č. 1 (1937–38)
- Suomenlinna – předehra Op. 30 (1940)
- Kalevalská suita, Op. 23 (1933–1943)
- Král Lear - předehra, Op. 33 (1944)
- Symfonie č. 2, op. 35 (1945)
- Cyklista – rondo pro orchestr (1946)
- Suita pro malý orchestr, Op. 37 (1946)
- Karelský trh, Op. 39 (1947)
- Revontulet / Aurore boréale, fantazie pro orchestr, Op. 38 (1948)
- Tema con 7 variazioni e coda pro cello a orchestr, Op. 44 (1954)
- Píseň Měsíčního jezera pro baryton a orchestr (1956)
- Pyörteitä - balet isnspirovaný Kalavelou, nedokončený (1957–60)